# Даниэлян, Айкануш Багдасаровна

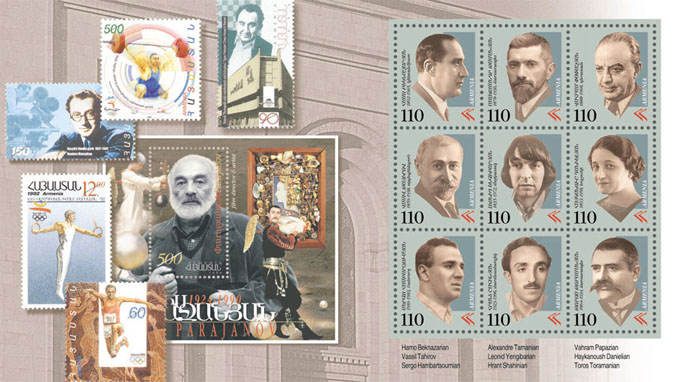
Бекназарян, Таманян, Папазян, Таиров, Енгибарян, Даниелян, Амбарцумян, Шагинян, Тороманян

Айкану́ш Багдаса́ровна Даниэля́н (арм. Հայկանուշ Դանիելյան; 1893—1958) — армянская, советская оперная певица (лирико-колоратурное сопрано), педагог. Народная артистка СССР (1939). Лауреат Сталинской премии l степени (1946).

## Биография

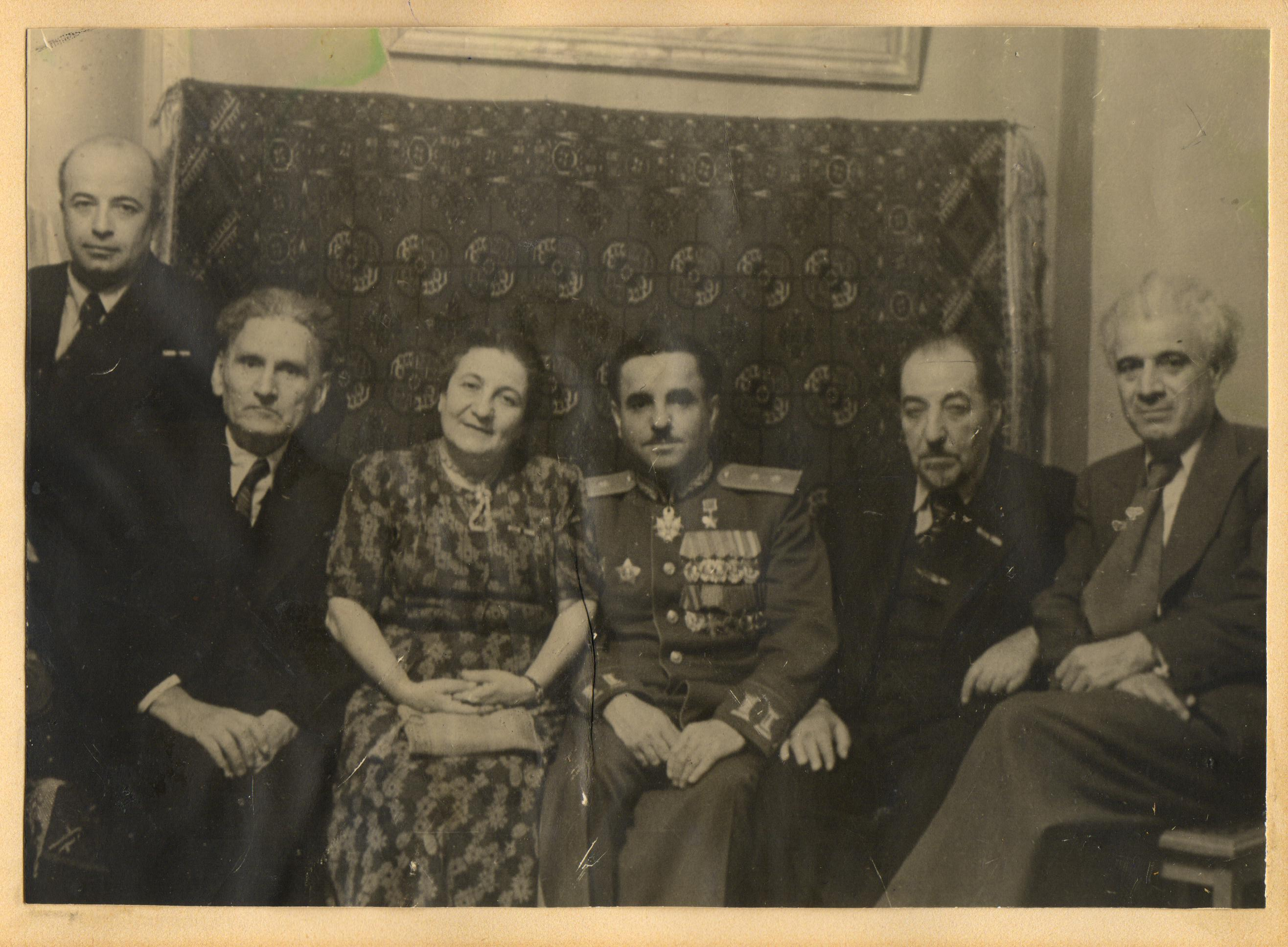
А. Сарксян, М. Сарьян, А. Даниэлян, С. Мартиросян, А. Исаакян, В. Вагаршян

Родилась 3 (15) декабря 1893 в Тифлисе (ныне —Тбилиси, Грузия).
В 1920 году окончила Петроградскую консерваторию по классу Н. А. Ирецкой.
В 1920—1922 годах выступала в Петрограде. В 1922—1932 годах — солистка Грузинского театра оперы и балета им. З. П. Палиашвили. В 1924 году участвовала в оперной труппе под руководством А. Ш. Мелик-Пашаева и Ш. M. Тальяна (спектакли в Ленинакане и Ереване).
С 1933 по 1948 год — солистка Армянского театра оперы и балета им. А. А. Спендиарова (Ереван). Обладала редким по красоте голосом.
Выступала как концертная певица, исполняла песни Комитаса, произведения армянских, русских и западно-европейских композиторов.
В 1943—1951 годах преподавала в Ереванской консерватории им. Комитаса (в 1943—1948 — заведующая вокальной кафедрой, с 1949 — профессор.
Член ВКП(б) с 1941 года. Депутат Верховного Совета СССР 2 созыва (1946—1950). Депутат Верховного Совета Армянской ССР 1-го и 3-го созывов.
Умерла в 19 апреля 1958 года в Ереване. Похоронена на Тохмахском кладбище.

## Награды и звания
- Заслуженная артистка Армянской ССР
- Народная артистка СССР (04.11.1939)
- Сталинская премия первой степени (1946) — за исполнение партий Антониды и Маргариты Валуа в оперных спектаклях «Иван Сусанин» М. И. Глинки и «Гугеноты» Дж. Мейербера
- Орден Ленина (04.11.1939) — «за выдающиеся заслуги в деле развития армянского театрального и музыкального искусства»
- Орден Трудового Красного Знамени (1945)
- Медаль «За доблестный труд в Великой Отечественной войне 1941—1945 гг.»
- Медали.

## Избранные партии
- «Ануш» А. Т. Тиграняна — Ануш
- «Аршак II» Т. Г. Чухаджяна — Олимпия
- «Царская невеста» Н. А. Римского-Корсакова — Марфа
- «Иван Сусанин» М. И. Глинки — Антонида
- «Гугеноты» Дж. Мейербера — Маргарита Валуа
- «Травиата» Дж. Верди — Виолетта
- «Отелло» Дж. Верди — Дездемона
- «Риголетто» Дж. Верди — Джильда
- «Севильский цирюльник» Дж. Россини — Розина
- «Чио-Чио-Сан» Дж. Пуччини — Чио-Чио-Сан.

### Фильмография
- 1941 — «Армянский киноконцерт».

## Память
- В 2000 году была выпущена почтовая марка Армении, посвященная певице.